# 股息貼現模型
股息貼現模型（Dividend Discount Model，縮寫：DDM），是现金流折现模型的一种特殊形式，仅用于为公司的股权资产定价。其用於以投資者角度估算公司股票價格的合理值，原理就是把預期將來派發的一系列股息按利率貼現成現值，一系列股息的淨現值的總和相加即為該股票的合理價值。這條方程又可稱爲戈登增長模型。以學者邁倫·J.戈登命名，因爲學術界傳統認爲戈登在1959年首先提出這模型，但實際上其理論基礎可追溯至1938年由經濟學家約翰·伯爾·威廉姆斯發表的文章《投資價值理論》。
一般來説，股息貼現模型的公式可以表述如下：
{\displaystyle P_{0}={\frac {D_{1}}{1+r}}+{\frac {D_{2}}{\left(1+r\right)^{2}}}+...}
其中{\displaystyle P_{0}}代表某一企业股权的现值（当前股票價格）、{\displaystyle D_{n}}代表当前预测的未来第n期发放的股息、{\displaystyle r}代表股息的貼現率，即權益成本（對投資者來說，是他的期望回報率）。
由於未來的股息有不確定性，故公式可改寫為：
{\displaystyle P_{0}={\frac {D_{1}}{1+r}}+{\frac {D_{2}}{\left(1+r\right)^{2}}}+...+{\frac {D_{H}+P_{H}}{\left(1+r\right)^{H}}}}
{\displaystyle H}代表持有股票的時間長度，這式能強調投資股票不僅旨在收取股息，還能説明股票價格上升所帶來的資本增值亦是投資的另一目的。
原始折算現金流的股息貼現模型需要對未來無限期的股息進行預測，而這肯定是不可能的事。因此，如果期望每年股息維持相同百分比增加，股息貼現模型可改寫成以下形式：
{\displaystyle P={\frac {D_{1}}{r-g}}}
同樣地，{\displaystyle P}是股價的現值、{\displaystyle g}是股息的期望永久增長率、{\displaystyle r}是公司的權益成本，從投資者角度來説就是他的期望回報率。{\displaystyle D_{1}}是下年度的股息（已知值，非期望值）。當公司管理層公佈下年度的股息時，不應該採用現行股息和增長率來計算其股價。
这一模型的涵义是：股东从公司获得的收入的根本来源是股息，所以股东权益的当前价值等于其未来所获得的股权的现值之和。

## 假設[3]
1. 股息以固定百分比增加。
2. 固定的增長會無限維持。
3. 公司的權益成本（r）必須大於增長率（g），否則模型由於分母為負數而變得無意義。

## 等式的推導
模型把無窮級數相加，從而得出股票現行價格，P。通俗來説，股息的增長率在本模型中可被假定為永久保持不變，從而股息是按同一比例逐年增加。
{\displaystyle P=\sum _{t=1}^{\infty }D_{0}\times {\frac {(1+g)^{t}}{(1+r)^{t}}}}
{\displaystyle P=D_{0}\times {\frac {1+g}{1+r}}\times {\frac {1+r}{r-g}}}
{\displaystyle P={\frac {D_{1}}{r-g}}}

## 另一種推導方法
投資者的投資期内總回報（Total Return）可分成兩部分：一部分是投資者獲得的股息收入（Income），另一部分則是股價上升帶來的回報，即是資本的增殖（Capital Gain）。以文字表達算式如下：
{\displaystyle {\text{Income}}+{\text{Capital Gain}}={\text{Total Return}}}
等式上的三個部分同時除以現時股票價格，於是三部分轉爲：
{\displaystyle {\text{Dividend Yield}}+{\text{Growth}}={\text{Cost Of Equity}}}
把文字表達式轉回代數式：
{\displaystyle {\frac {D}{P}}+g=r}
再把所有代數位置稍微調整：
{\displaystyle {\frac {D}{P}}=r-g}
{\displaystyle {\frac {D}{r-g}}=P}
這推導辦法把股價的增長率作為股息增長率的近似數，也把公司的資本成本作為投資者期望總回報的近似數，這推導算式才得以成立。要把公司的資本成本當作投資者期望回報的近似值，唯一的假設是此公司完全是股權融資，不存在任何借貸或債券融資。至於股價的增長近似於股息的增長，則因爲此模型暗示股價的增來自于未來股息以現金流角色所帶來的股票價格淨現值增加，因此股價的增長率和股息的增長率只有微小的差異。

## 股息增長率與權益成本的關係
正如假設所指出，{\displaystyle r-g}不應該是負數，換言之股息的增長率不能超越權益成本。但是，某些時候公司可能派發大額的特別股息（例如公司大規模出售資產、大股東操控管理層玩弄財技得到大筆現金等），股息增長率可能短期内大幅度上升，這時候股息貼現模型可修改為兩階段的股息增長模型，這樣在不違反模型的假設下，可使模型適應這些特殊情況評估股票價值。二階段模型的前半部分表示股息快速增長，后半部分是表示股息水平回復固定的增長率：
{\displaystyle P=\sum _{t=1}^{N}{\frac {D_{0}\left(1+g_{1}\right)^{t}}{\left(1+r\right)^{t}}}+{\frac {D_{0}\left[(1+g_{1})^{t}(1+g_{2})\right]}{\left(r-g_{2}\right)}}}
{\displaystyle g_{1}}表示短期内表現超然的期望增長率、{\displaystyle g_{2}}表示回復固定的增長率、{\displaystyle t}代表短期增長率出現的時間長度。
同理，模型也可加入股息增長率遞減的情況，求出三階段的股息增長模型：
{\displaystyle P=\sum _{t=1}^{N}{\frac {D_{0}\left(1+g_{1}\right)^{t}}{\left(1+r\right)^{t}}}+{\frac {D_{0}\left[(1+g_{1})^{t}(1+g_{2})^{t+n}\right]}{\left(1+r\right)^{t+n}}}+{\frac {D_{0}\left[(1+g_{1})^{t}(1+g_{2})^{t+n}(1+g_{3})\right]}{\left(r-g_{3}\right)}}}
{\displaystyle g_{1}}表示短期内表現超然的期望增長率、{\displaystyle g_{2}}表示後續另一短期股息呈現下降的增長率、n代表該後續短期、{\displaystyle g_{3}}表示回復固定的增長率、{\displaystyle t}代表短期增長率出現的時間長度。
另外，透過計算{\displaystyle r}，等式可逆向計算公司的資本成本。
{\displaystyle r={\frac {D_{1}}{P_{0}}}+g.}

## 模型的缺陷
如前所述，股息貼現模型产生于1938年，由美国经济学家約翰·伯爾·威廉姆斯最早提出。当时投资者买进股票的主要目的确实是获得股息，股票的股息率经常被用来和债券的孳息率做对比。但是，自从20世纪中期以后，由于税收上的考虑，上市公司逐渐减少了股息的发放，转而倾向于保留大部分收益用作再投资，以避免股东缴纳高昂的股息税。当公司需要把一部分资金分配给股东的时候，往往采取股票回购的方式，而非发放股息。这种情况是股息貼現模型无法应对的。
除此之外，模型本身的假設也存在技術上問題：
1. 股息率問題：現實中穩定而且永久維持的普通股股息增長率未曾存在，這假設明顯失真，業績高增長的公司幾乎不派發股息[6]，從而導致模型的簡化版本不适用，但按逐期現金流貼現的模型形式（即上方第一條公式）依然有效。
2. 派息問題：未必所有普通股股票均會派息，因爲派息會導致股價短期下降，而且公司管理層可能更傾向於股息資本化，即不派發股息而為公司保留現金作投資（會計學稱之爲留存收益）。假若沒有股息，股東沒有現金流的增加，他所持有的股票現值也不會有所增長。因此，更常見的辦法是借用莫迪尼亞尼-米勒定理，假定股息派發與否對公司價值沒有影響，從而在模型中以每股溢利取代股息作爲參數。但是，溢利增長率又不同于股息增長率，兩者的計算結果可能有別。
3. 模型中，股價對股息增長率的變化非常敏感，而股息增長率只是一個期望數據。
4. 投資者預期問題：如果投資者沒有預期收取股息，模型便意味著股票沒有任何價值[2]。因此，必須假設投資者預期會收到現金。

但是，由於優先股的股息是固定且必須派發的，再者優先股亦無到期日，其回報形式類似於永久年金或者債券，因此股息貼現模型可適用於評估優先股的價值。因爲優先股股息數額固定，換言之g等於0，未來股息總和的現值就相當於股價，其計算公式即是：
{\displaystyle P_{0}={\frac {D_{1}}{r}}}.